# Engelbert Kaps
Engelbert Kaps (* 19. Februar 1888 in Freiwaldau (Jeseník); † 20. Dezember 1975 in Regensburg) war ein deutscher Bildhauer.

## Leben

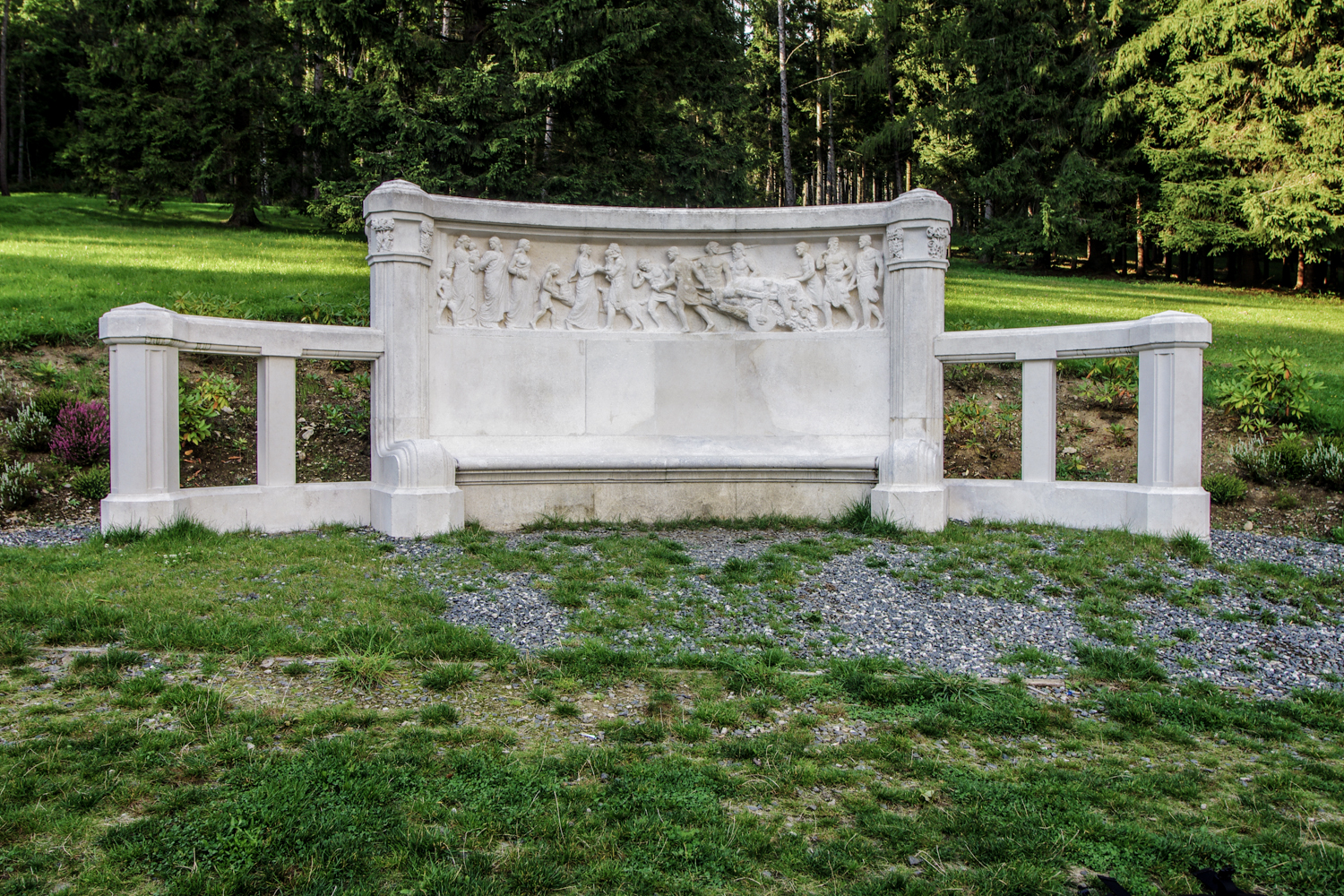
Marmorbank in Jeseník (CZE)

Josef Engelbert Kaps, Sohn eines Webers, war noch kein Jahr alt, als sein Vater starb, und als Neunjähriger verlor er seine Mutter. Verwandte nahmen sich seiner an und er besuchte in Freiwaldau die Grundschule.
Seine berufliche Laufbahn begann Kaps 1899 als Lehrling in der Marmor- und Granitwarenfabrik W. Thust in Gnadenfrei bei Reichenbach (Eulengebirge). Dann besuchte er in Saubsdorf (mit damals elf Marmorbrüchen) die Marmorfachschule (später: Staatliche Fachschule für Steinbearbeitung). Direktor Eduard Zelenka wurde auf das junge Talent aufmerksam, verhalf ihm zu einem Landesstipendium und förderte ihn mit der Zielsetzung, Kaps’ Aufnahme in die Akademie der bildenden Künste Wien zu erwirken. Nach einer Art Vorbereitungsjahr in Wien (1906) wurde er zusammen mit neun anderen der insgesamt 36 Bewerber ausgewählt. Seine künstlerische Ausbildung erlangte er bei Hans Bitterlich und Josef Müllner (ab 1910) sowie in der Meisterklasse von Edmund von Hellmer. Schon als Student arbeitete Kaps, dank guter Auftragslage, in den Semesterferien in seinem eigenen Atelier in Niklasdorf sowie in Freiwaldau, aber auch in Wien in der Rotenturmstraße unweit des bekannten „Griechenbeisls“. 1914 schuf er eines seiner bedeutendsten Werke, die noch heute erhaltene, 2012 restaurierte monumentale Marmorbank mit dem Relief Rückkehr der Germanen von der Jagd im Priessnitzpark von Freiwaldau.
Der Erste Weltkrieg, den Kaps im Infanterieregiment „Kaiser“ Nr. 1 an der galizischen Front und im Raum Görz mitmachte, zuletzt als Oberleutnant, unterbrach die zu erwartende Karriere. Doch auch in dieser Zeit erhielt Kaps Aufträge von seinen Kameraden, auch aus den Reihen höchstrangiger Offiziere. Ab Kriegsende arbeitete Kaps in seinem Atelier in Freiwaldau, verlegte es aber bald nach Saubsdorf. An seiner Seite tätig war seine Frau, die Bildhauerin Maria geb. Melzer, Tochter des Saubsdorfer Arztes, die er 1918 kennengelernt hatte.
Als freischaffender Künstler wurde Kaps mit Aufträgen überhäuft, so dass er zeitweise 30 Gehilfen beschäftigte. 1923 gründete er zusammen mit dem Maler Raimund Mosler die „Vereinigung bildender Künstler Schlesiens“, die speziell von E. W. Braun, dem Direktor des Landesmuseums in Troppau, unterstützt wurde.

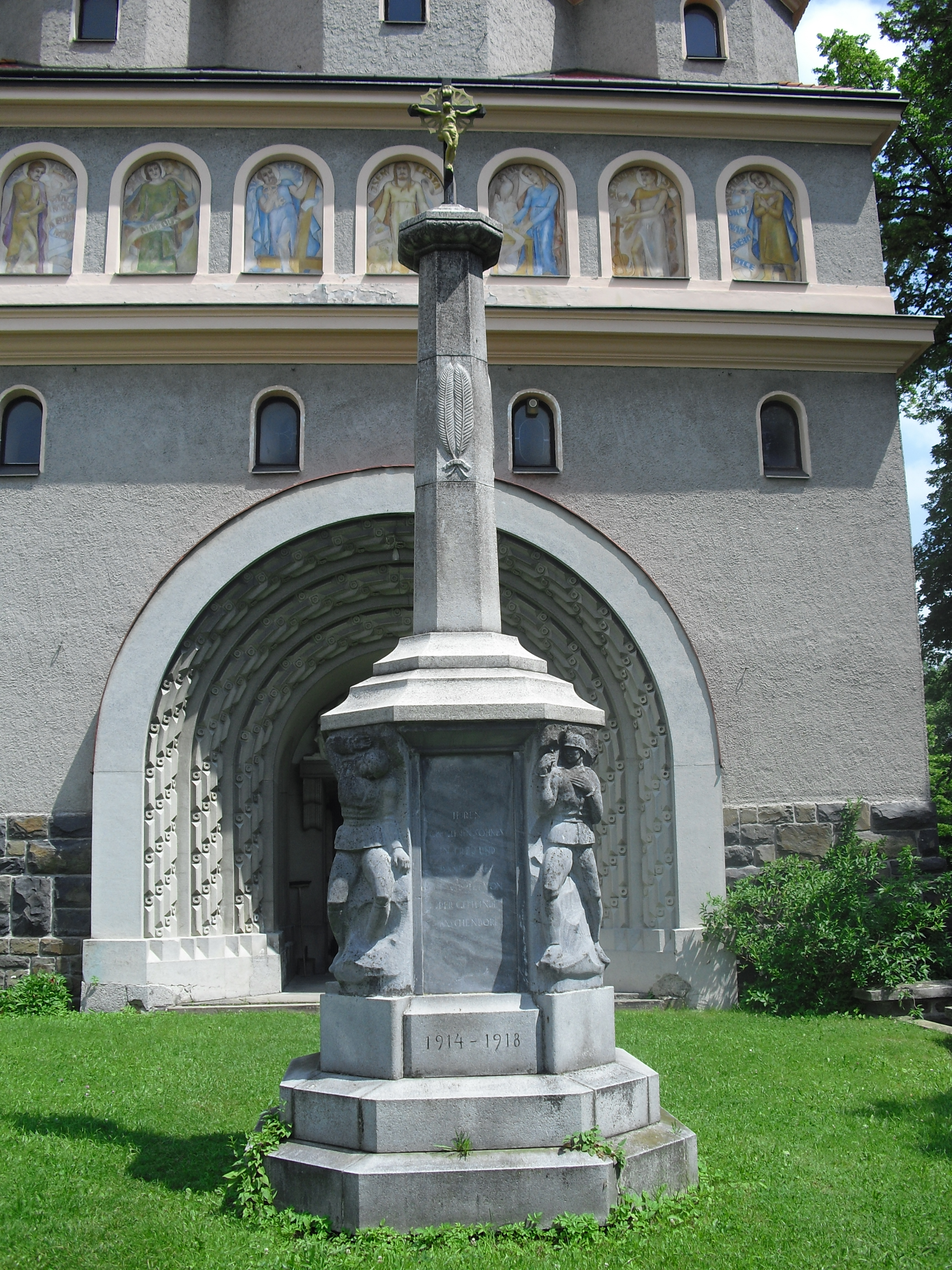
Kriegerdenkmal Tošovice (CZE)

Im künstlerischen Schaffen zeichnen sich bei Kaps, der sich unterschiedlichen Materials bediente (Granit, Sandstein, Marmor, Korallenkalkstein, Alabaster, Holz, Metall), einige Schwerpunkte ab. So schuf er Büsten: E. W. Braun (1918), Franz Grillparzer (1928), Viktor Heeger (1928), Paul Heider, Kudlich, Th. G. Masaryk (1935), Goethe, Nietzsche (vor 1928), Richard Wagner, Johannes Bönner (1965); Bildplastiken: Heimkehr, Kriegerwitwe, Pietà (Odrau, 1931), Sklave, Madonna m. Kind (Znaim); Kriegerdenkmäler: Botenwald, Freiwaldau, Freudenthal, Goldenstein, Jägerndorf, Landskron, Müglitz, Niklasdorf, Reihwiesen, Römerstadt, Sandhübel, Saubsdorf, Taschendorf, Weißbach und Troppau; Grabmäler oder Skulpturen für Gräber: Familiengruft mit Karyatiden für Familie Albert Förster, Grabmal Josef Förster, (beide Zuckmantel, 1922/1924); Grabmal Weißhuhn (Troppau um 1924); Grabmal F. Schmidt, Bronze (Jägerndorf, 1924); Grabmal Willibald Müller, Sandstein (Troppau, 1925); Sarkophag Januschke, Marmor (Lichten, 1927); Grabmal Feldmarschall Eduard von Böhm-Ermolli (Troppau, 1942).
Die Qualität seiner Kunst dokumentiert sich in einer Reihe von Ausstellungen, unter anderem in Brünn, Kaschau, Prag, Berlin, Stuttgart, Regensburg, Kirchheim unter Teck. Es ist weitgehend bekannt, was Kaps in den Jahren bis zum Ende des Zweiten Weltkriegs an Kunstwerken gestaltet hat, aber es gibt noch keine definitive Aufstellung darüber, was sich aus jener Zeit erhalten hat bzw. wo es verwahrt wird.
Die erste Ehe von Kaps dauerte neun Jahre. 1930 lernte er die Lehrerin Elisabeth Müller aus Troppau kennen, heiratete sie, und dieser Ehe entstammten drei Kinder. Von 1938 bis 1941 war Kaps Bürgermeister von Saubsdorf. 1943 wurde er als Offizier zur deutschen Wehrmacht einberufen, als Leiter eines Kriegslazaretts. Diese beiden Fakten könnten als Ursache dafür gelten, dass Kaps nach Kriegsende in dem tschechischen Internierungslager Adelsdorf und im sogenannten Todeslager Vietseifen bei Thomasdorf Misshandlungen durch ehemalige Partisanen zu ertragen hatte. Seine Familie war bereits abtransportiert worden; er selbst gelangte im Herbst 1946 als Heimatvertriebener nach Schloss Seyboldsdorf in Niederbayern, fand nach mühevollem Suchen seine Angehörigen und holte sie zu sich.
Die nächste Station war ab 1952 Hohenlimburg a. d. Lenne, wo seine Frau eine Anstellung als Lehrerin in der katholischen „Weinhofschule“ fand. Der Bildhauer selbst unterrichtete seit 1953 an der Hohenlimburger Volkshochschule Kinder- und Erwachsenengruppen im Modellieren von Ton und anderen Werkstoffen. Das Ehepaar wohnte in der neuerrichteten Hacheney-Siedlung in Hohenlimburg-Elsey, später bis 1967 in einem Mehrfamilienhaus am Hülsemannweg.
Nachdem Kaps außerhalb Hohenlimburg auf zahlreichen Ausstellungen, u. a. in Hagen, Esslingen und München, Beachtung fand, erhielt er 1959 noch einmal den Auftrag zu einer monumentalen Skulptur, dem in Bronze gegossenen drei Meter großen Warmwalzer an der Lennebrücke in Hohenlimburg. Anschließend begann er mit Hohenlimburger Korallenkalkstein zu arbeiten, u. a. Frauenkopf (1961), Jünglingskopf (1962) und Kopf einer Negerin (1963). Bisher war dieses Gestein nur in alter Zeit von Steinmetzen verwandt worden. Aus der Bildhauerschule Kaps, im Rahmen seiner VHS-Arbeit, gingen Talente hervor, deren Weg vielversprechend von Fachkritikern erste Anerkennungen erhielten. Kaps wurde bei seiner Arbeit in der VHS auch zum Mittler moderner Grafik. Er stellte eine Ausstellung zusammen, die in ihrer künstlerischen Vielgestaltigkeit und Vollkommenheit nur durch seinen Einsatz in der Lennestadt zustande kommen konnte. Sein Verdienst war es dem kulturellen Leben Hohenlimburgs neue Impulse gegeben zu haben.
1967 gingen die Eheleute nach Regensburg, wo Kaps sich im Kreuzgang der „Alten Kapelle“ ein letztes Mal ein Atelier einrichtete (bis 1970). Es folgten noch Bremen, weil sein Sohn dort wohnte, der den 1969 verwitweten Vater aufnehmen wollte, und schließlich wieder Regensburg (1973), und zwar wegen eines ihm zusagenden Altersheim, in dem er bis zu seinem Lebensende verblieb.
Die Arbeit von Kaps, obwohl nicht so umfangreich, wird von Experten aber doch ebenso hoch eingeschätzt wie das Werk seines Freundes, des bedeutendsten schlesischen Bildhauers Josef Obeth (1874–1961). Die Kraft von Kaps Schaffen liegt vor allem im perfekten Denken der Komposition und ihrer anschließenden räumlichen Anordnung. Am 19. Februar 1988 wäre Engelbert Kaps hundert Jahre alt geworden. Das Museum Ostdeutsche Galerie in Regensburg nahm dies zum Anlass, ihm erstmals nach dem Zweiten Weltkrieg eine eigene Ausstellung zu widmen.

## Werke (Auswahl)
gesichert nach 1946

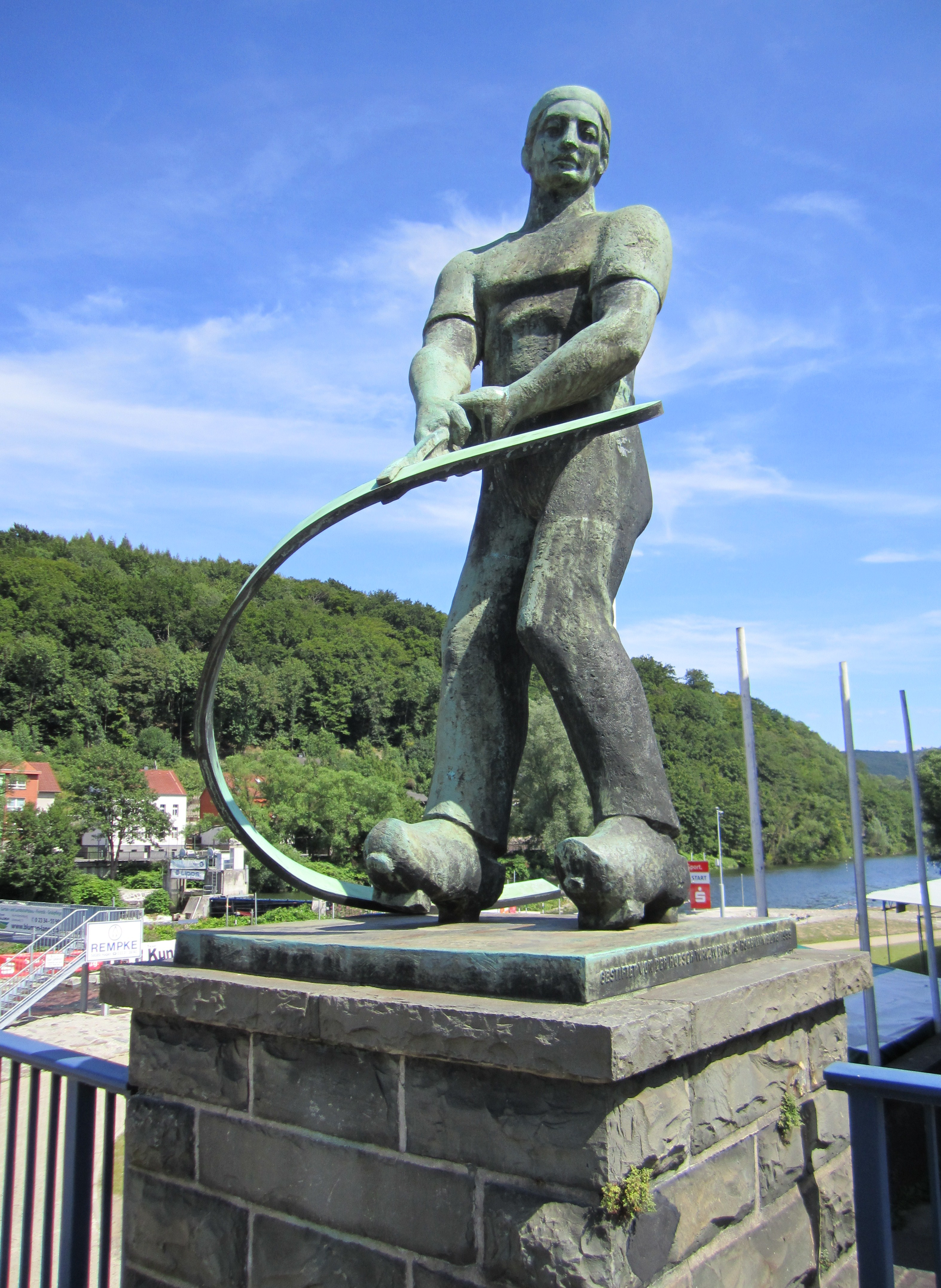
Warmwalzer in Hohenlimburg

- Weihnachtsaltärchen, Lindenholz, 1948, Privatbesitz
- Stadtwappen, 1955, Rathausturm Hohenlimburg
- Adalbert-Stifter-Büste, Eichenholz, 1956, Bundesvertriebenenministerium Bonn
- Viktor-Heeger-Büste, 1958, Memmingen
- Ostdeutsches Heimatfenster (Entwurf), 1958, Rathaus Hohenlimburg
- Warmwalzer, Bronzefigur, 1959, Stennertbrücke Hohenlimburg[7]
- Frauenkopf, Hohenlimburger Korallenkalk, 1961, Bay. Staatsgemäldesammlung – Staatsgalerie moderne Kunst
- Jünglingskopf, Hohenlimburger Korallenkalk, 1962, Privatbesitz
- Gedenktafel für Direktor F. Eigl, 1963, Gymnasium Kirchheim unter Teck
- Kopf einer Negerin, Hohenlimburger Kalkstein, 1963, Leihgabe im Museum Ostdeutsche Galerie Regensburg
- Troppau-Denkmal, Muschelkalk, 1964, Bamberg
- Bronzebüste Johannes Bönner, um 1965, Stadtmuseum Hagen
- Johann-Schroth-Büste, 1966, Oberstaufen
- Prießnitz-Brunnen, 1969, Kirchheim unter Teck